# Tour de Corse 2006
Il Tour de Corse 2006, valevole come Rally di Francia 2006, è stata la 5ª tappa del campionato del mondo rally 2006. Il rally è stato disputato dal 7 al 9 aprile, ed è stato corso ad Ajaccio in Corsica.
Il francese Sébastien Loeb si aggiudica la manifestazione distaccando sul podio il finlandese Marcus Grönholm e lo spagnolo Daniel Sordo.
Con il quattordicesimo posto nella graduatoria generale Brice Tirabassi si aggiudica la vittoria nella classe JWRC.

## Dati della prova
| Rally di Francia 2006               | Rally di Francia 2006                      |
| ----------------------------------- | ------------------------------------------ |
| Denominazione ufficiale             | Rallye de France - Tour de Corse           |
| Tappa N°                            | 5                                          |
| Edizione N°                         | 50                                         |
| Data manifestazione                 | da venerdì 7/4/2006 a domenica 9/4/2006    |
| Paese ospitante                     | Ajaccio (Corsica)                          |
| Superficie                          | Asfalto                                    |
| Piloti iscritti                     | 79                                         |
| Partiti                             | 75                                         |
| Arrivati                            | 60 (80,0 % )                               |
| Prove                               | 12                                         |
| La più breve                        | 24,24 km (PS9 Penitencier Coti Chiavari 1) |
| La più lunga                        | 34,17 km (PS7 Vico - Plage Du Liamone 2)   |
| Velocità media minore               | 85,09 km/h (PS5 Vico - Plage Du Liamone 1) |
| Velocità media maggiore             | 105,29 km/h (PS2 Aullene - Arbellara 1)    |
| Lunghezza complessiva tappe         | 354,18 km (32,8% della distanza totale)    |
| Lunghezza complessiva trasferimento | 691,50 km                                  |
| Distanza totale                     | 1,045.68 km                                |

## Risultati

### Classifica
| 50º Tour de Corse - Rallye de France 2006 | 50º Tour de Corse - Rallye de France 2006 | 50º Tour de Corse - Rallye de France 2006 | 50º Tour de Corse - Rallye de France 2006 | 50º Tour de Corse - Rallye de France 2006 | 50º Tour de Corse - Rallye de France 2006 | 50º Tour de Corse - Rallye de France 2006 | 50º Tour de Corse - Rallye de France 2006 |
| Classifica Generale                       | Classifica Generale                       | Classifica Generale                       | Classifica Generale                       | Classifica Generale                       | Classifica Generale                       | Classifica Generale                       | Classifica Generale                       |
| Pos                                       | Pilota                                    | Co-pilota                                 | Auto                                      | Tempo                                     | Distacco                                  | V.media                                   | Punti                                     |
| ----------------------------------------- | ----------------------------------------- | ----------------------------------------- | ----------------------------------------- | ----------------------------------------- | ----------------------------------------- | ----------------------------------------- | ----------------------------------------- |
| 1°                                        | Sébastien Loeb                            | Daniel Elena                              | Citroën Xsara WRC                         | 3: 43: 05.4                               | 0.0                                       | 95.2 km/h                                 | 10                                        |
| 2°                                        | Marcus Grönholm                           | Timo Rautiainen                           | Ford Focus WRC                            | 3: 43: 34.4                               | + 29.0                                    | 95.0 km/h                                 | 8                                         |
| 3°                                        | Daniel Sordo                              | Marc Martí                                | Citroën Xsara WRC                         | 3: 44: 54.1                               | + 1: 48.7                                 | 94.5 km/h                                 | 6                                         |
| 4°                                        | Mikko Hirvonen                            | Jarmo Lehtinen                            | Ford Focus WRC                            | 3: 45: 04.6                               | + 1: 59.2                                 | 94.4 km/h                                 | 5                                         |
| 5°                                        | Alexandre Bengué                          | Caroline Escudero                         | Peugeot 307 WRC                           | 3: 45: 53.1                               | + 2: 47.7                                 | 94.1 km/h                                 | 4                                         |
| 6°                                        | Xavier Pons                               | Carlos del Barrio                         | Citroën Xsara WRC                         | 3: 46: 15.6                               | + 3: 10.2                                 | 93.9 km/h                                 | 3                                         |
| 7°                                        | Manfred Stohl                             | Ilka Minor                                | Peugeot 307 WRC                           | 3: 48: 06.7                               | + 5: 01.3                                 | 93.1 km/h                                 | 2                                         |
| 8°                                        | Stéphane Sarrazin                         | Stéphane Prévot                           | Subaru Impreza WRC                        | 3: 48: 27.3                               | + 5: 21.9                                 | 93.0 km/h                                 | 1                                         |
| JWRC                                      |                                           |                                           |                                           |                                           |                                           |                                           |                                           |
| 1° (14°)                                  | Brice Tirabassi                           | Jacques-Julien Renucci                    | Citroën C2 S1600                          | 4: 09: 21.2                               | 0.0                                       | 85.2 km/h                                 | 10                                        |
| 2° (17°)                                  | Urmo Aava                                 | Kuldar Sikk                               | Suzuki Swift S1600                        | 4: 11: 13.6                               | + 1: 52.4                                 | 84.6 km/h                                 | 8                                         |
| 3° (18°)                                  | Conrad Rautenbach                         | David Senior                              | Renault Clio S1600                        | 4: 12: 14.6                               | + 2: 53.4                                 | 84.2 km/h                                 | 6                                         |
| 4° (19°)                                  | Julien Pressac                            | Gilles De Turckheim                       | Citroën C2 S1600                          | 4: 12: 17.6                               | + 2: 56.4                                 | 84.2 km/h                                 | 5                                         |
| 5° (20°)                                  | Jozef Béreš junior                        | Petr Starý                                | Citroën C2 S1600                          | 4: 15: 38.7                               | + 6: 17.5                                 | 83.1 km/h                                 | 4                                         |
| 6° (24°)                                  | Fatih Kara                                | Cem Bakançocukları                        | Renault Clio S1600                        | 4: 21: 06.6                               | + 11: 45.4                                | 81.4 km/h                                 | 3                                         |
| 7° (27°)                                  | Aaron Burkart                             | Tanja Geilhausen                          | Citroën C2 S1600                          | 4: 23: 47.5                               | + 14: 26.3                                | 80.5 km/h                                 | 2                                         |
| 8° (31°)                                  | Yoann Bonato                              | Benjamin Boulloud                         | Renault Clio S1600                        | 4: 26: 20.5                               | + 16: 59.3                                | 79.8 km/h                                 | 1                                         |

### Prove speciali
| Giorno                | Prova | Ora   | Nome                        | Lunghezza | Vincitore       | Tempo    | V. media   | Leader del rally |
| --------------------- | ----- | ----- | --------------------------- | --------- | --------------- | -------- | ---------- | ---------------- |
| Frazione 1 (7 aprile) | PS1   | 9:38  | Ampaza - Col St Eustache 1  | 32,89 km  | Sébastien Loeb  | 20: 45.5 | 95.0 km/h  | Sébastien Loeb   |
| Frazione 1 (7 aprile) | PS2   | 10:31 | Aullene - Arbellara 1       | 27,78 km  | Marcus Grönholm | 15: 49.8 | 105.3 km/h | Sébastien Loeb   |
| Frazione 1 (7 aprile) | PS3   | 14:34 | Ampaza - Col St Eustache 2  | 32,89 km  | Sébastien Loeb  | 20: 48.8 | 94.8 km/h  | Sébastien Loeb   |
| Frazione 1 (7 aprile) | PS4   | 15:27 | Aullene - Arbellara 2       | 27,78 km  | Sébastien Loeb  | 15: 51.4 | 105.1 km/h | Sébastien Loeb   |
|                       |       |       |                             |           |                 |          |            | Sébastien Loeb   |
| Frazione 2 (8 aprile) | PS5   | 9:53  | Vico - Plage Du Liamone 1   | 34,17 km  | Sébastien Loeb  | 24: 05.6 | 85.1 km/h  | Sébastien Loeb   |
| Frazione 2 (8 aprile) | PS6   | 11:31 | Ucciani - Bastellica 1      | 26,20 km  | Mikko Hirvonen  | 16: 56.9 | 92.8 km/h  | Sébastien Loeb   |
| Frazione 2 (8 aprile) | PS7   | 14:54 | Vico - Plage Du Liamone 2   | 34,17 km  | Sébastien Loeb  | 24: 03.6 | 85.2 km/h  | Sébastien Loeb   |
| Frazione 2 (8 aprile) | PS8   | 16:32 | Ucciani - Bastellica 2      | 26,20 km  | Daniel Sordo    | 16: 56.8 | 92.8 km/h  | Sébastien Loeb   |
|                       |       |       |                             |           |                 |          |            | Sébastien Loeb   |
| Frazione 3 (9 aprile) | PS9   | 8:08  | Penitencier Coti Chiavari 1 | 24,24 km  | Sébastien Loeb  | 14: 43.0 | 98.8 km/h  | Sébastien Loeb   |
| Frazione 3 (9 aprile) | PS10  | 8:51  | Pont De Calzola - Agosta 1  | 31,81 km  | Daniel Sordo    | 18: 57.7 | 100.6 km/h | Sébastien Loeb   |
| Frazione 3 (9 aprile) | PS11  | 11:34 | Penitencier Coti Chiavari 2 | 24,24 km  | Marcus Grönholm | 14: 44.7 | 98.6 km/h  | Sébastien Loeb   |
| Frazione 3 (9 aprile) | PS12  | 12:17 | Pont De Calzola - Agosta 2  | 31,81 km  | Marcus Grönholm | 18: 57.0 | 100.7 km/h | Sébastien Loeb   |